# Juan Manuel Santisteban
Juan Manuel Satisteban Lapeire (Ampuero, Cantabria; 25 de octubre de 1944 - Catania, 21 de mayo de 1976) fue un ciclista español, profesional entre 1970 y 1976, cuyos mayores éxitos deportivos logró en la Vuelta a España donde obtuvo dos victorias de etapa.
Falleció en 1976 como consecuencia de la caída que sufrió mientras disputaba la primera etapa del Giro de Italia. Fue la segunda vez que fallecía un ciclista en esta prueba tras la pérdida de Orfeo Ponsin en 1952.
En 1982 se creó el Memorial Juan Manuel Santisteban, una prueba ciclista dentro del calendario amateur español, que lleva su nombre a modo de recuerdo.

## Palmarés
| 1971 - 1 etapa de la Vuelta a Levante - 1 etapa de la Vuelta a Asturias - 1 etapa de la Vuelta a Cantabria 1972 - 1 etapa de la Volta a Cataluña 1973 - 1 etapa de la Vuelta a España | 1974 - 1 etapa de la Vuelta a España - Vuelta a Asturias, más una etapa - 1 etapa de la Vuelta a Aragón - 1 etapa de la Dauphiné Libéré - Tres Días de Leganés - 1 etapa de la Vuelta a los Valles Mineros 1976 - 1 etapa Vuelta a Andalucía |

## Resultados en Grandes Vueltas
Durante su carrera deportiva consiguió los siguientes puestos en las Grandes Vueltas:
| Carrera         | 1969 | 1970 | 1971 | 1972 | 1973 | 1974 | 1975 | 1976 |
| --------------- | ---- | ---- | ---- | ---- | ---- | ---- | ---- | ---- |
| Giro de Italia  | -    | -    | -    | -    | -    | -    | -    | Ab.  |
| Tour de Francia | -    | -    | -    | -    | -    | -    | -    | -    |
| Vuelta a España | -    | 10.º | Ab.  | -    | 41.º | 39.º | 43.º | 31.º |

## Equipos
- La Casera-Peña Bahamontes (1969)
- Karpy (1970-1972)
- Monteverde (1973)
- Kas (1974-1976)